# Генералисане координате
Често Декартове координате нису погодне за решавање проблема у математици и физици, па према врсти симетрије проблема користе се генералисане координате.

## Цилиндричне и сферне координате
На пример, ако постоји цилиндрична симетрија, користе се цилиндричне координате, где се радијус вектор положаја описује као:{\displaystyle {\overrightarrow {r}}(\rho ,\phi ,z)=\rho {\overrightarrow {e}}_{\rho }+z{\overrightarrow {k}}}
{\displaystyle {\overrightarrow {r}}(\rho ,\phi ,z)=x{\overrightarrow {i}}+y{\overrightarrow {j}}+z{\overrightarrow {k}}=\rho \cos \phi {\overrightarrow {i}}+\rho \sin \phi {\overrightarrow {j}}+z{\overrightarrow {k}}}=>{\displaystyle {\overrightarrow {e}}_{\rho }=\cos \phi {\overrightarrow {i}}+\sin \phi {\overrightarrow {j}}}
Сада брзина тела постаје:{\displaystyle {d{\overrightarrow {r}} \over dt}={d\rho  \over dt}{\overrightarrow {e}}_{\rho }+\rho {d\phi  \over dt}{\overrightarrow {e}}_{\phi }};{\displaystyle {\overrightarrow {e}}_{\phi }=\sin \phi {\overrightarrow {i}}+\cos \phi {\overrightarrow {j}}}
Приметити да је: {\displaystyle {\overrightarrow {e}}_{\rho }={\partial {\overrightarrow {r}} \over \partial \rho }} и {\displaystyle \rho {\overrightarrow {e}}_{\phi }={\partial {\overrightarrow {r}} \over \partial \phi }}
Код сферних координата:{\displaystyle {\overrightarrow {r}}(r,\theta ,\phi )=x{\overrightarrow {i}}+y{\overrightarrow {j}}+z{\overrightarrow {k}}=r\sin \theta \cos \phi {\overrightarrow {i}}+r\sin \theta \sin \phi {\overrightarrow {j}}+r\cos \theta {\overrightarrow {k}}}
{\displaystyle {\overrightarrow {e}}_{r}={\partial {\overrightarrow {r}} \over \partial r}=\sin \theta \cos \phi {\overrightarrow {i}}+\sin \theta \sin \phi {\overrightarrow {j}}+\cos \theta {\overrightarrow {k}}}
{\displaystyle r{\overrightarrow {e}}_{\theta }={\partial {\overrightarrow {r}} \over \partial \theta }=r\cos \theta \cos \phi {\overrightarrow {i}}+r\cos \theta \sin \phi {\overrightarrow {j}}-r\sin \theta {\overrightarrow {k}}};
{\displaystyle r\sin \theta {\overrightarrow {e}}_{\phi }={\partial {\overrightarrow {r}} \over \partial \phi }=-r\sin \theta \sin \phi {\overrightarrow {i}}+r\sin \theta \cos \phi {\overrightarrow {j}}}
У општем случају:{\displaystyle h_{q_{i}}{\overrightarrow {e}}_{q_{i}}={\partial {\overrightarrow {r}} \over \partial q_{i}}}

## Површина и запремина сфере
Површина било које криве површи добија се као:{\displaystyle \iint {\partial {\overrightarrow {r}} \over \partial \theta }\times {\partial {\overrightarrow {r}} \over \partial \phi }d\phi d\theta =\iint r^{2}\sin \theta d\theta d\phi =S}
{\displaystyle S=r^{2}\int _{0}^{2\pi }d\phi \int _{0}^{\pi }\sin \theta d\theta =r^{2}2\pi 2=4\pi r^{2}}
Запремина лопте или сфере добија се као интеграл мешовитог производа вектора:
{\displaystyle \iiint {\partial {\overrightarrow {r}} \over \partial r}\cdot {\partial {\overrightarrow {r}} \over \partial \theta }\times {\partial {\overrightarrow {r}} \over \partial \phi }drd\phi d\theta =\iiint r^{2}\sin \theta d\theta d\phi dr}= {\displaystyle \int _{0}^{R}r^{2}dr\int _{0}^{2\pi }d\phi \int _{0}^{\pi }\sin \theta d\theta ={\frac {4\pi }{3}}R^{3}}
Овде се користила особина ортонормираности генералисаних ортова, тј.:{\displaystyle {\overrightarrow {e}}_{r}\cdot {\overrightarrow {e}}_{\phi }={\overrightarrow {e}}_{r}\cdot {\overrightarrow {e}}_{\phi }={\overrightarrow {e}}_{\theta }\cdot {\overrightarrow {e}}_{\theta }=0};{\displaystyle {\overrightarrow {e}}_{r}\cdot {\overrightarrow {e}}_{r}={\overrightarrow {e}}_{\phi }\cdot {\overrightarrow {e}}_{\phi }={\overrightarrow {e}}_{\theta }\cdot {\overrightarrow {e}}_{\theta }=1}